# Laurie Hughes
Lawrence "Laurie" Hughes (2 de març de 1924 - 9 de setembre de 2011) fou un futbolista anglès de la dècada de 1950.
Fou internacional amb la selecció d'Anglaterra amb la qual participà en la Copa del Món de futbol de 1950. Defensà els colors de Liverpool FC, on jugà durant tota la seva carrera professional.